# Esteman
Эстебан Матеус Уильямсон (исп. Esteban Mateus Williamson, известный как Esteman; род. 4 мая 1984, Богота, Колумбия) — колумбийский певец и автор песен.

## Карьера
Первую популярность певец заработал после загрузки на ютуб клипа No te metas a mi facebook (Не лезь в мой фейсбук). Ставшее на платформе вирусным и набравшим более 10 млн просмотров. Первый альбом назывался «1er Acto» и был выпущен 28 апреля 2012 года. Альбом был совместным с другим колумбийским певцом и автором песен Андреа Эчеверри. Второй альбом называется «Caótica Belleza» вышедший в 2015 году в 2015 году 28 августа и был совместным со многими латиноамериканскими певцами и авторами песен. (Наталью ЛаФуркад, Ли Саумет, Карла Моррисон и других).
В 2016 должен был выступать на колумбийском первом музыкальном фестивале Lollapalooza в Колумбии пока тот не был отменён из-за вспышки вируса Зика. На церемонии вручения Latin Grammy Awards 2016 года Эстеман был номинирован в категории Лучший новый артист, но проиграл колумбийскому певцу Мануэлю Медрано.
Со своей группой «La Esteband» гастролирует по латиноамериканским странам и в США. В свою дискографию также включает такие альбомы, как «Amor Libre» и «Si Volviera a Nacer».

## Жанр и стиль работ
Esteman изучал искусство в Universidad de los Andes, что повлияло на его музыкальные клипы и выступления, известные за их сильный театральный аспект. Свою карьеру начинал с насмешек над поп-идолами, что прослеживается в таких работах, как No te metas a mi facebook «ломая стереотипы мачо». стиль всегда представлял собой смесь жанров, а его альбом Caótica Belleza включает в себя традиционные тона, регги и диско 80-х. Все его выступления отмечались театральностью, будто из другого мира.

## В других медиа
Esteman или же Эстебан Матеус Уильямсон спел песню для заставки колумбийского мультсериала Mr.Trance.